# Кутняшенко, Виктор Максимович
Виктор Максимович Кутняшенко (род. 15 апреля 1935 год, хутор Староармянский, Тбилисский район, Краснодарский край) — бригадир комплексной бригады Тбилисской межколхозной строительной организации, Краснодарский край. Герой Социалистического Труда (1974). Заслуженный строитель РСФСР. Лауреат Государственной премии СССР за выдающиеся достижения в труде (1982). Почётный гражданин Тбилисского района (2001).

## Биография
Родился в 1935 году в крестьянской семье на хуторе Староармянский. Окончил Ванновскую сельскохозяйственную школу по специальности «агроном». После срочной службы в Военно-Морском флоте с 1960 года трудился разнорабочим в Тбилисской межрайонной строительной организации. Позднее был назначен бригадиром бригады в этой же организации.
Бригада Виктора Кутняшенко построила в станице Тбилисской свыше семидесяти промышленных и социальных объектов. Под руководством Виктора Кутняшенко были построены районная больница на 600 мест, средняя школа № 6, районная автостанция, детский сад, кинотеатр, ветеринарная страция, кирпичный завод и сельскохозяйственные объекты. Применял передовые строительные методы и внедрял рационализаторские предложения, в результате чего в бригаде значительно увеличилась производительность труда. В 1966 году за выдающиеся трудовые достижения награждён «Орденом Почёта».
Указом Президиума Верховного Совета СССР от 28 февраля 1974 года удостоен звания Героя Социалистического Труда с вручением ордена Ленина и золотой медали «Серп и Молот».
В 1982 году удостоен Государственной премии СССР за выдающиеся достижения в труде.
Член КПРФ. Дважды избирался депутатом Краснодарского краевого и четырежды — районного Советов народных депутатов.
После выхода на пенсию проживала в родном селе Тартаков Сокальского района. Скончалась после 1990 года.
Награды
- Герой Социалистического Труда
- Орден Ленина
- Орден «Знак Почёта» (1966)
- Государственная премия СССР за выдающиеся достижения в труде — «за высокую эффективность и качество работы при эксплуатации и ремонте с/х техники, в водохозяйственном и сельском строительстве» (1982)
- Почётный гражданин Тбилисского района — «за трудовой вклад в экономическое, социальное и духовное развитие района» (2001)[1]